# Pomnik Piekarczyka w Elblągu
Pomnik Piekarczyka w Elblągu – pomnik legendarnej postaci odsłonięty 30 września 2006 przy Bramie Targowej w Elblągu.

## Opis
Pomnik upamiętnia postać legendarnego bohaterskiego czeladnika piekarskiego, który uratował miasto przed Krzyżakami 8 marca 1521 podczas wojny polsko-krzyżackiej. Kilkunastoletni chłopak drewnianą łopatą przeciął w ostatniej chwili grube liny podtrzymujące kratę w Bramie Targowej sprawiając, że elblążanie mogli odeprzeć skutecznie najazd wojsk krzyżackich. Na jego cześć w Bramie Targowej zawieszona została owa drewniana łopata, która według legendy znajdowała się tam przez kolejnych 250 lat. Obecnie można zobaczyć jej odcisk u wejścia do bramy.

Uśmiechnięty Piekarczyk prawą dłonią opiera się o biodro, a lewą podtrzymuje się na swojej łopacie. Posąg wykonany w brązie mierzy 160 centymetrów wysokości. Autorem pomnika jest rzeźbiarz Waldemar Grabowiecki, który wykonał także tablicę informacyjną z brązu w kształcie tarczy, wmontowaną 19 czerwca 2009 w głaz znajdujący się obok pomnika. Na tarczy w językach polskim, niemieckim i angielskim znajduje się informacja o treści: 

Piekarczyk – legendarny obrońca Elbląga, w 1521 roku przecinając łopatą linę podtrzymującą kratę w Bramie Targowej, udaremnił najazd wojsk Zakonu Krzyżackiego na Elbląg.

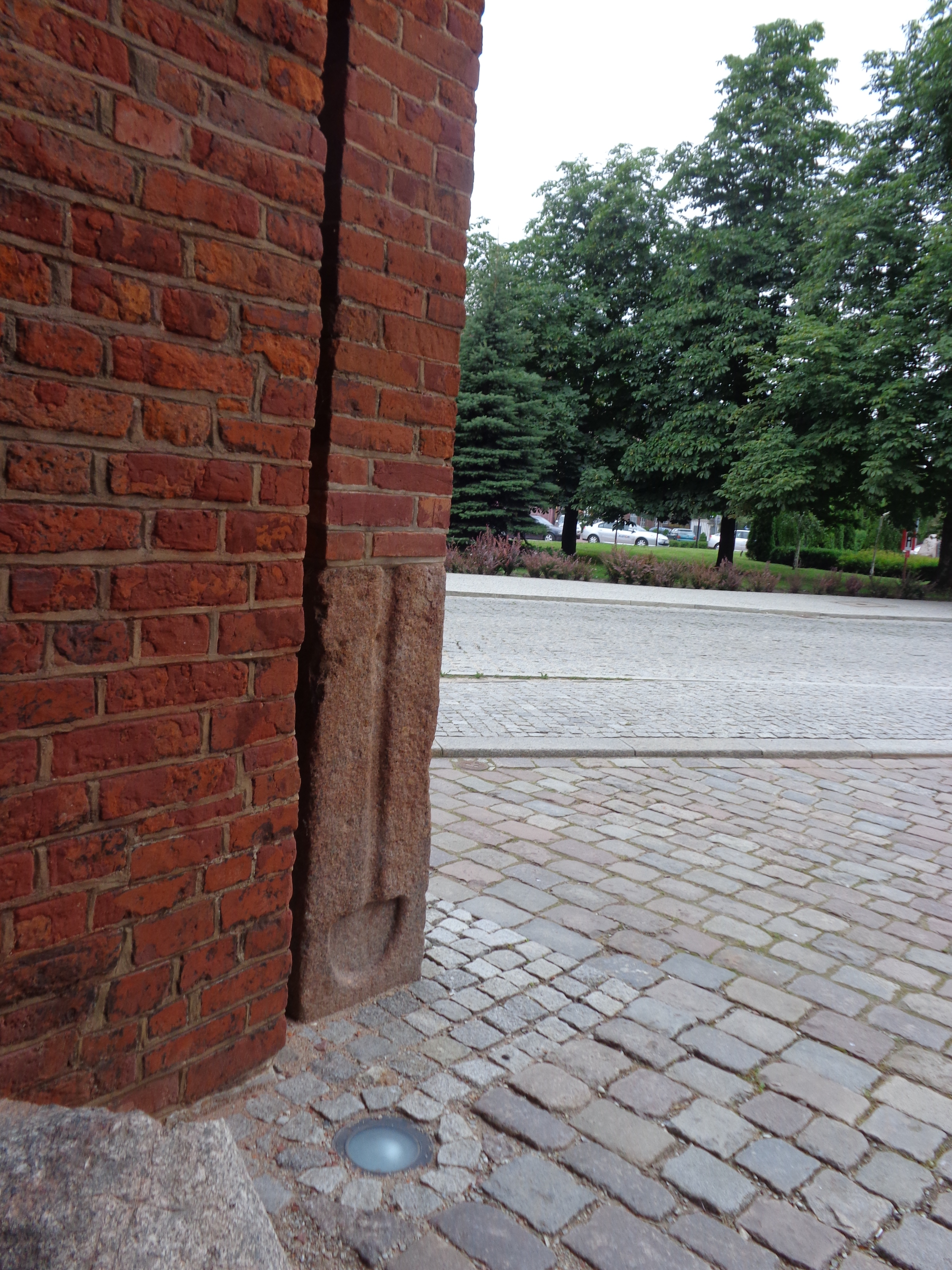
Odcisk łopaty Piekarczyka